# Погрібний Микола Павлович
Мико́ла Па́влович Погрібни́й (1 травня 1906 — 3 травня 1962) — український розвідник. Полковник. Начальник Першого управління (розвідувального) НКВС Української РСР (1945—1949).

## Життєпис
Народився 1 травня 1906 року у місті Києві. У 1921 році закінчив сім класів неповної середньої школи та до 1923 року працював пастухом Голосіївського радгоспу, різноробом. У 1924 році він навчався у соціально-економічному технікумі, а в 1925 році закінчив курси стенографії та іноземних мов.
З грудня 1925 року працював діловодом-стенографістом, у подальшому, до травня 1926 року, був секретарем Київського губернського комітету внутрішньої торгівлі.
З травня 1926 по жовтень 1928 рр. — працював у Народному комісаріаті торгівлі Української СРР (м. Київ): перший рік — уповноваженим завідувачем секретно-мобілізаційної частини, після цього — заступником начальника, завідувачем секретно-мобілізаційного відділу.
З жовтня 1928 по грудень 1931 рр. — працював директором державних курсів іноземних мов у м. Києві.
У 1931 році закінчив три курси юридичного факультету Київського інституту радянського будівництва та права.
З січня 1931 року працював помічником оперуповноваженого оперативного сектора Державного політичного управління у м. Києві.
З 1932 по 1936 рр. — оперативний секретар та оперативний уповноважений таємно-політичного відділі Київського обласного відділу ДПУ, який у 1933 році реорганізовано у Київський обласний відділ НКВС.
Учасник велопробігу Одеса — Владивосток.
З лютого 1936 по травень 1937 рр. — очолює відділення контррозвідувального відділу Управління НКВС по Київській області
З травня 1937 по травень 1939 рр. — очолює відділення контррозвідувального відділу Управління НКВС по Харківській області.
У 1940—1943 рр. — очолює контррозвідувальний відділ Управління НКВС, згодом — Управлінням Народного комісаріату державної безпеки в м. Харкові.
У 1943—1945 рр. — заступник начальника Управління Міністерства державної безпеки по Київській області.
У 1945—1949 рр. — Начальник Першого управління (розвідувального) НКВС Української РСР
У грудні 1949 року він звільнений з органів МДБ СРСР.
З січня по вересень 1951 року працював начальником секретно-шифрувального відділу Південно-Західного округу залізниць у м. Київ.
У липні 1953 року призначений начальником 2-го відділу Міністерства внутрішніх справ Української РСР.
У 1953 році екстерном закінчив юридичний факультет Київського державного університет ім. Т. Г. Шевченка
У серпні 1953 року звільнений у запас через скорочення штатів.

## Нагороди та відзнаки
- Орден «Знак Пошани» (1936)
- Орден Червоної Зірки (1943, 1945),
- Орден Червоного Прапора (1945),
- медаль «За бойові заслуги» (1944),
- медаль «Партизану Вітчизняної війни» І ступеня (1943),
- медаль «За оборону Сталінграда» (1942),
- знак «Почесний працівник ВНК—ДПУ» (1935).